# René Andioc
René Andioc (Cervère, 11 de abril de 1930-Mirepoix-sur-Tarn, 14 de marzo de 2011) es un hispanista francés.

## Biografía
Entre 1948 y 1951 estudió la licenciatura en español en la Universidad de Montpellier; se doctoró con una tesis Sur la querelle du théâtre au temps de Leandro Fernández de Moratín, Burdeos, Bibliothèque de l'École des Hautes Études Hispaniques, vol. XLIII, 1970, que se tradujo al castellano abreviadamente como Teatro y sociedad en el Madrid del siglo XVIII, Madrid, Fundación Juan Marc-Castalia, 1976 (segunda ed., Madrid, Castalia, 1988). De 1951 a 1955 fue profesor y luego catedrático de instituto en Mende, Montpellier y Lille; entre 1957 y 1963 fue profesor adjunto de lengua y literatura españolas en la Universidad de Burdeos; de 1963 a 1965 fue miembro de la Escuela de Altos Estudios Hispánicos (Casa de Velázquez) en Madrid; entre 1965 y 1979 enseñó en la Universidad de Pau, obteniendo la cátedra de lengua y literatura españolas de la misma; fundó el Grupo de Investigaciones sobre Teatro del siglo XVIII. Entre 1979 y 1990 fue catedrático de la Universidad de Perpiñán.
René Andioc es un gran dieciochista, experto en teatro español del siglo XVIII y ha editado el epistolario y varias obras de teatro de Leandro Fernández de Moratín.